# Антон Лопатарев
Антон Николов Лопатарев е български строител и дарител.

## Биография
Антон Лопатарев е роден в 1861 година в заможно семейство във азотското мияшко село Папрадище, тогава в Османската империя. Първият съпруг на майка му Апостол Рензов е жестоко убит от турци. Баща му умира рано и още седемгодишен Антон започва да работи и не може да ходи на училище. Работи като строител в Сярско и Драмско и на други места. След Руско-турската война, през 1878 г. се установява в столицата на Източна Румелия Пловдив, а по-късно в тази на Княжеството София, където постъпва на служба в министерството на правосъдието. При избухването на Сръбско-българската война в 1885 година е доброволец в състава на Девета опълченска дружина и участва в Боя при Гургулят. През 1888 г. се жени за Захария М. Клисарова и започва работа при шурея си Христо Бабинов, известен софийски търговец.
По време на Първата световна война, на 15 ноември 1915 година, след като българската армия влиза в Крушево, Лопатарев дарява 10 000 лева на министерството на народното просвещение, за да образува фонд „с единствената мисъл да види един ден повече и повече образовани съотечественици, та с това да бъде полезен на многострадалната своя родина – Македония“. Фондът трябва да издържа един младеж от Крушево, докато получи средно и висше образование, който след това да работи в Крушево толкова години, колкото е бил издържан. На 19 юни 1931 година Лопатарев променя фонда, тъй като Крушево не е вече в границите на България и по предложение на Крушевското културно-просветно и благотворително братство той се насочва за помощ на бедни ученици от родове от Крушевско. През 1948 година фондът се закрива с вливането на фонд „Завещатели и дарители“ при министерството на народното просвещение в държавния бюджет.